# 全球见证
全球见证（Global Witness）是一个国际非政府组织，成立于1993年，全球见证自稱是關注自然资源开采領域貧窮、政治腐敗和侵犯人权等問題的組織。该组织在伦敦和华盛顿哥伦比亚特区设有办事处。全球见证的大部分资金是来自於基金会、政府和慈善组织的捐款。